# Сребърен гол
Сребърен гол е метод, използван в футбола за определяне на резултата в срещи с пряка елиминация, които завършат с равенство след редовното време. Играят се допълнителни 15 минути и ако някой отбор води в края на този период, то той се обявява за победител в мача. Ако резултатът е равен, се изиграва още едно петнадесет-минутно продължение. Ако резултатът и след второто продължение се запази равен, се изпълняват дузпи, които определят крайния победител.
Правилото за сребърен гол е предложено на ИФАБ през 2002 от УЕФА, за да замени правилото за златен гол, което е представено през 1994. Отбор, водещ след първия добавен 15-минутен период, ще спечели, за разлика от незабавното спиране на играта след вкаран гол, както е при златния гол. Решението за тази промяна е взето след като при някои победи със златен гол се наблюдава грозно поведение от страна на губещия отбор. Златният гол води и до засилено напрежение върху съдията. Въпреки че златният гол е въведен с идеята за стимулиране на атаката, това рядко се случва, тъй като опасността от получаване на гол от противникова контраатака спира отборите да поемат рискове.
Златният гол не е премахнат от правилата и също както него сребърният гол (СГ) не е задължителен. Състезанията, използващи продължения могат да използват златен гол, сребърен гол или друга процедура за определяне на победител в продълженията.
Първият сребърен гол, спечелил голям трофей отбелязва Дерлей на финала за купата на УЕФА през 2003 г. В 115-та минута той вкарва своя втори гол в мача и Порто побеждава Селтик с 3:2. 
Сребърният гол също не удовлетворява IFAB. През февруари 2004 г. е решено продълженията да се върнат към два задължителни 15-минутни периода, без никакво значение от разликата на вкараните голове през първия. Това е в сила след Евро 2004 в Португалия. Полуфиналният мач от Евро 2004 между Гърция и Чехия е решен от сребърен гол – Траянос Делас отбелязва за „елините“ след корнер две секунди преди края на първото продължение. Това е последният сребърен гол, тъй като във финала на турнира между Гърция и Португалия не се стига до продължения.